# Контролна група
Контролна група је група испитаника у експерименталном истраживању која је лишена утицаја експерименталне варијабле и има улогу контроле важности утицаја оне варијабле која се истражује. Контролна група је уједначена са експерименталном групом испитаника по свим, за истраживану појаву, релевантним варијаблама осим експерименталне (независне) варијабле. Зато се разлика у добијеним резултатима на зависној варијабли код ове две групе може приписати дејству искључиво експерименталне варијабле.